# Sicosi
La sicosi, del grec σῦκον, figa, és la forma més profunda de la fol·liculitis. A diferència de l'ostiumfoliculitis, afecta més profundament al fol·licle pilós. El seu agent causal habitual és bacteris del gènere Staphylococcus. Es manifesta per pàpula i pústules vermelles al voltant del fol·licle, encara que no sol deixar cicatriu. Pot tenir un curs crònic. Afecta principalment a la barba. La forma crònica i que deixa marques s'anomena sicosis lupoide.